# 博布羅韋 (蘇梅州)
50°29′32″N 34°20′0″E / 50.49222°N 34.33333°E
博布羅韋（烏克蘭語：Боброве）是位於烏克蘭東北部的村莊，由蘇梅州蘇梅區的列别金市镇負責管轄。該村處於普肖爾河右岸，分別距離卡姆亞內1公里和普里斯泰洛韋3.5公里，海拔高度126米，2001年人口162。